# High Level Shader Language

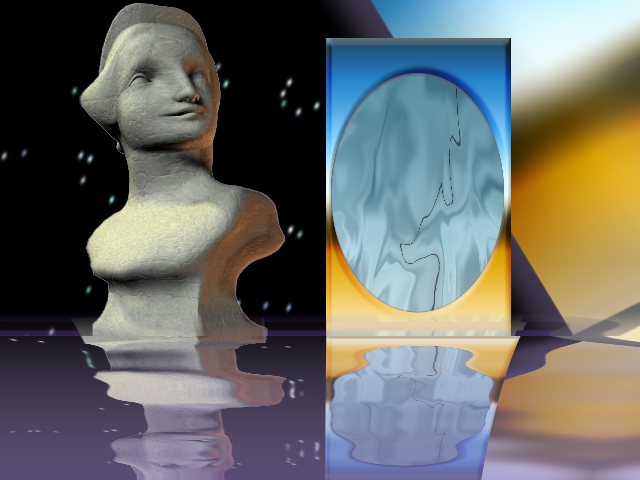
Malá fotografie zobrazuje několik různých prvků scény vytvořených pomocí jazyka HLSL. Jednotlivé prvky jsou záměrně různě deformovány podle různých algoritmů.

High Level Shader Language (zkráceně HLSL) je vyšší programovací jazyk pro psaní shaderů vyvinutý společností Microsoft s podporou DirectX (verze 8 a vyšší) XNA, Xbox a Xbox 360. HLSL je velmi podobný jazyku Cg od společnosti NVIDIA, přičemž syntaxe obou jazyků vychází z jazyka C.

## Popis
Jazyk vznikl v rámci procesu postupné transformace fixního vykreslovacího řetězce na řetězec programovatelný a stal se jednou z vyspělejších alternativ k tehdy používaným nižším programovacím jazykům pro psaní shaderů.

### Shader Model
V rámci vývoje grafických karet a vykreslovacího řetězce se postupně měnily i vlastnosti a schopnosti jednotlivých shaderů. Aby bylo možné rozlišit jaké technologie z hlediska shaderů konkrétní hardware či software podporuje, jsou potupně zaváděny tzv. verze Shader Modelu (samostatně pro vertex shader i pixel shader). Bohužel tento údaj je zcela porovnatelný pouze v rámci produktů jedné společnosti, protože neexistuje žádná pevná specifikace, která by jasně definovala požadavky pro jednotlivé verze Shader modelů. Vývoj shaderů je řízen výrobci GPU — společnostmi nVidia a ATI (nyní AMD) — a společností Microsoft, která vyvíjí grafické rozhraní Direct3D. Společnost Microsoft uveřejnila svou vlastní specifikaci pro Shader model.

#### Shader Model 1.0
Fixní vykreslovací řetězec omezoval realizaci vlastního formátu pro uložení vrcholu. Toto omezení odstranilo zavedení Vertex Shaderu 1.0 a 1.1.
Jeho instrukční sada je velice omezená. Většina instrukcí, které známe z běžných procesorů zde schází. Naopak jsou zde speciální instrukce, které se hodí pro výpočet osvětlení apod. Délka programu vertex shaderu je zde omezena podle použité grafické karty nejčastěji na 128 instrukcí.
Struktura Pixel Shaderu verzí 1.1 až 1.3, se od sebe příliš neliší.
Instrukční sada této verze se spíše podobá CISC procesoru, tzn. že obsahuje poměrně velké množství specializovaných instrukcí převážně na nabírání texelu z textury. Podívejme se na schematický obrázek shaderu:
Další verze Pixel Shader 1.4 už přinesla změny převážně v instrukční sadě a způsobu výběru texelu. Přesto je tato verze plně zpětně kompatibilní se starší řadou. Přibyly dva texturové a tři odkládací registry.

#### Shader Model 2.0
Ve vertex shaderu verze 2.0 se objevilo hned několik vylepšení. Bylo přidáno několik nových aritmetických instrukcí a délka programu byla prodloužena na 256 instrukcí. Umožňuje skoky, podmíněné příkazy nebo smyčky, takže program ve vertex shaderu se může libovolně větvit.
Kromě několika nových texturových instrukcí, Pixel Shader 2.0 přináší aritmetické instrukce podobné těm ve vertex shaderu. Maximální délka programu byla zvětšena na 32 texturovacích a 64 aritmetických instrukcí. Byly přidány instrukce pro vektorové výpočty (normalizace vektoru, násobení maticí, vektorový součin).

#### Shader Model 3.0
Vertex Shader 3.0 přinesla prodloužení programu na 512 instrukcí.
Specifikace jednotky vertex shaderu byla rozšířena o čtení dat z textury. Počet pracovních registrů byl zvýšen na 32 a ke
statickému řízení toku programu přibylo dynamické.
Jednotka Pixel Shaderu 3.0 se v programátorském modelu velice přiblížila jednotce vertex shaderu. Maximální počet instrukcí byl navýšen na 512, počet pracovních registrů vzrostl na 32 a počet registrů konstant na 224. Pixel shader verze 3.0 umí
statické i dynamické řízení toku programu.

#### Shader Model 4.0
Ve čtvrté verzi Shader Modelu nabízejí všechny shadery stejný základní programátorský model. Každý ze tří shaderů (vertex, geometry, pixel) pak přidává funkčnost, která je specifická pro danou fázi grafického řetězce. Délka programu shaderu není omezena.

### HLSL profily překladu
Profilem překladu lze specifikovat cílovou verzi vertex/pixel shaderu. Dostupné profily shrnuje následující tabulka:
| Profil  | Verze DirectX | Specifikace                                                     |
| ------- | ------------- | --------------------------------------------------------------- |
| vs_1_1  | 8.0           | Vertex Shader verze 1.1                                         |
| vs_2_0  | 9.0           | Vertex Shader verze 2.0                                         |
| vs_2_x  | 9.0a, 9.0b    | rozšířený Vertex shader verze 2.0                               |
| vs_2_a  | 9.0a          | optimalizováno pro model shaderu na NVIDIA GeForce FX           |
| vs_3_0  | 9.0c          | Vertex shader verze 3.0                                         |
| vs_4_0  | 10.0          | Vertex shader verze 4.0                                         |
| vs_4_1  | 10.1          | Vertex shader verze 4.1                                         |
| vs_5_0  | 11.0          | Vertex shader verze 5.0                                         |
| ps_1_1  | 8.0           | Pixel Shader verze 1.1                                          |
| ps_1_2  | 8.1           | Pixel Shader verze 1.2                                          |
| ps_1_3  | 8.1           | Pixel Shader verze 1.3                                          |
| ps_1_4  | 8.1           | Pixel Shader verze 1.4                                          |
| ps_2_0  | 9.0           | Pixel Shader verze 2.0                                          |
| ps_2_0a | 9.0a          | optimalizováno pro model shaderu na NVIDIA GeForce FX           |
| ps_2_0b | 9.0b          | optimalizováno pro model shaderu na ATI Radeon X700, X800, X850 |
| ps_2_x  | 9.0           | rozšířený Pixel Shader verze 1.1                                |
| ps_3_0  | 9.0c          | Pixel Shader verze 3.0                                          |
| ps_4_0  | 10.0          | Pixel Shader verze 4.0                                          |
| ps_4_1  | 10.0          | Pixel Shader verze 4.1                                          |
| ps_5_0  | 10.0          | Pixel Shader verze 5.0                                          |

### Operátory
HLSL poskytuje operátory známé z jazyka C, navíc je k dispozici speciální operátor swizzle.

### Kvalifikátory
- varying — proměnný datový typ. Hodnota se mění každým vykonání shaderu (typicky pozice, normála aj.)
- uniform — globální proměnné v shaderu, které jsou inicializovány externě aplikací nebo běhovým prostředím. Hodnota zůstává konstantní pro každé vykonání shaderu. (typicky barva materiálu, transformační matice)
- const — proměnnou nelze v rámci shaderu změnit
- static — lokální proměnná, jejichž hodnota po skončení průběhu funkce zůstává zachována.

### Datové typy

#### Skalární typy
- bool — pravdivostní datový typ (true/false)
- int — 32bit, celé číslo se znaménkem
- uint — 32bit, celé číslo bez znaménka
- half — 16bit, číslo s plovoucí desetinnou čárkou
- float — 32bit, číslo s plovoucí desetinnou čárkou
- double — 64bit, číslo s plovoucí desetinnou čárkou

#### Vektorové typy
Vektor je homogenní datový typ. HLSL podporuje až čtyř složkové vektory. Vektorový typ můžete definovat dvěma ekvivalentními způsoby. V následující ukázce je definován třísložkový vektor, kde každá složka je datového typu float:
- float3 prikladVektor;
- vector <float, 3> prikladVektor;

Vektor můžeme při deklaraci přímo inicializovat:
- float3 fVector = { 0.2f, 0.3f, 0.4f };
- vector <float, 3> fVector = { 0.2f, 0.3f, 0.4f };

K jednotlivým složkám vektoru smíme přistupovat pomocí definovaných složek x, y, z, w nebo r, g, b, a. Oba způsoby jsou ekvivalentní, ovšem nesmějí se vzájemně kombinovat.
```
float4
 
vektor
;

vektor
.
x
 
=
 
9
;
 
/* správně */

vektor
.
yz
 
=
 
0
;
 
/* správně */

vektor
.
a
 
=
 
5
;
 
/* správně */

vektor
.
rg
 
=
 
0
;
 
/* správně */

vektor
.
ay
 
=
 
0
;
 
/* nelze */

```

#### Matice
Postup při deklaraci i inicializaci matice je podobný jako u vektoru. Obecný formát deklarace matice je následující:
datový_typ počet_řádkůxpočet_sloupců identifikátor
Ukázka deklarace matice 4x4 typu float:
- float4x4 prikladMatice;
- vector <float, 3> prikladVektor;

Inicializace matice:
float2x2 fMatrix = { 0.0f, 0.1, 2.1f, 2.2f }; 
Přistoupit k jednotlivým složkám matice můžeme dvěma způsoby:
- číslování od nuly

```
_m00
,
 
_m01
,
 
_m02
,
 
_m03

_m10
,
 
_m11
,
 
_m12
,
 
_m13

_m20
,
 
_m21
,
 
_m22
,
 
_m23

_m30
,
 
_m31
,
 
_m32
,
 
_m33

```

- číslování od jedničky

```
_11
,
 
_12
,
 
_13
,
 
_14

_21
,
 
_22
,
 
_23
,
 
_24

_31
,
 
_32
,
 
_33
,
 
_34

_41
,
 
_42
,
 
_43
,
 
_44

```

V obou případech první číslo značí číslo řádku a druhé číslo sloupce.
Příklad
```
float4x4
 
matice
;

matice
.
_11
 
=
 
1
;

matice
.
_m00_m11_m22_m33
 
=
 
1
;

float2x2
 
fMatrix
 
=
 
{
 
1.0f
,
 
1.1f
,
 
// row 1

                     
2.0f
,
 
2.1f
 
};
 
// row 2 

                    

float
 
temp
;

temp
 
=
 
fMatrix
[
0
][
0
];
 
// cteni slozky 0, 0

temp
 
=
 
fMatrix
[
0
][
1
];
 
// cteni slozky 0, 1

float2
 
temp2
;

temp2
 
=
 
fMatrix
[
0
];

```

#### Sampler, Texture a Shader Type
- Sampler — handler na texturový objekt
- Texture — strukturovaná kolekce dat pro ukládání texelů. Texel je nejmenší možnou jednotkou textury, z které lze číst nebo do ní zapisovat (lze asociovat s pixelem). Každý texel obsahuje tři nebo čtyři složky uspořádané podle daného formátu. Na rozdíl od bufferu lze texturu filtrovat pomocí sampleru čtením shaderovací jednotkou. Typ textury určuje jak bude textura filtrována. Textury mohou být: Texture1D, Texture1DArray, Texture2D, Texture2DArray, Texture3D, TextureCube[2]
- Shader Type — objekt realizující shader

#### Buffer
Generické datové úložiště. Data v bufferu jsou přístupná jako pole prvků. Ukázka:

Buffer<float4> g_Buffer;

### Vstupní a výstupní proměnné
Parametry procházející skrz grafický vykreslovací řetězec je třeba označit jako vstup nebo výstup.
Syntaxe pro označení identifikátoru:
Shader má definovány množiny vstupních a výstupních sémantických atributů (POSITION, BLENDWEIGHT, BLENDINDICES, NORMAL, PSIZE, TEXCOORD, TANGENT, BINORMAL, TESSFACTOR, POSITIONT, COLOR, FOG, DEPTH, SAMPLE). Pro vstupní proměnné se kterými programátor chce dále pracovat je třeba vytvořit speciální strukturu.
Identifikátory jednotlivých složek této struktury jsou odděleny symbolem : od sémantického atributu.
Obdobně se postupuje i při výběru parametrů, které chceme předat na výstup vertex shaderu.
```
struct
 
VertexShaderInput

{

    
float4
 
vPosition
 
:
 
POSITION
;

    
float3
 
vNormal
 
:
 
NORMAL
;

    
float4
 
vBlendWeights
 
:
 
BLENDWEIGHT
;

};

struct
 
VertexShaderOutput

{

    
float4
 
vPosition
 
:
 
POSITION
;

    
float4
 
vDiffuse
 
:
 
COLOR
;

};

```

Ve výše uvedené ukázce je atribut vPosition je označen jako POSITION, což znamená že ve výsledném programu bude proměnná namapována na výstupní registr.

### Řídící struktury a funkce
HLSL nabízí klasické řídící struktury jejichž konstrukce je stejná jako v jazyce C, navíc jsou rozšířeny o tzv. atributy. Jazyk podporuje tvorbu uživatelských funkcí a současně disponuje souborem funkcí vestavěných, které jsou zaměřeny zejména na grafické operace. Tyto funkce dělíme na matematické funkce a specializované funkce pracující s texturami.

#### if else
Příkaz if slouží k větvení programu. Vyhodnocením podmínkového výrazu rozhodne zdali se daný blok příkazů provede (podmínka je pravdivá) nebo ne (podmínka je nepravdivá). K příkazu if lze přidat příkaz else. Příkaz else určuje blok příkazů, které se provedou pouze pokud je podmínka nepravdivá. Formát konstrukce if, else je následující:
```
[
Atribut
]
 
if
 
(
 
výraz
 
)

{

    
blok
 
příkazů
 
1
;

}

else

{

    
blok
 
příkazů
 
2
;

}

```

Zadání položky Atribut je volitelné a určuje způsob kompilace příkazu if. Může nabývat hodnot (flatten, branch):
Příklad
```
[
branch
]
 
if
(
x
)

{

    
x
 
=
 
sqrt
(
x
);

}

```

#### switch
Příkaz switch slouží k výběru jedné z několika větví programu, která se má provést v závislosti na nějaké celočíselné hodnotě. Jeho formát je následující:
```
[
Atribut
]
 
switch
(
 
celočíselný
 
výraz
)

{

    
case
 
hodnota1
 
:

        
{
 
blok
 
příkazů
;
 
}

        
break
;

    
case
 
hodnota2
 
:

        
{
 
blok
 
příkazů
;}

        
break
;

    
...

    
case
 
hodnotaN
 
:

        
{
 
blok
 
příkazů
;
 
}

        
break
;

    
default
 
:

        
{
 
blok
 
příkazů
;
 
}

        
break
;

}

```

Zadání položky Atribut je volitelné a určuje způsob kompilace příkazu switch. Může nabývat těchto hodnot (flatten, branch, forcecase, call).
Příklad
```
[
branch
]
 
switch
(
 
a
 
)

{

    
case
 
0
:

        
return
 
0
;
 

    
case
 
1
:

        
return
 
1
;
 

    
case
 
2
:

        
return
 
3
;
 

    
default
:

        
return
 
6
;
 

}

```

#### for
Příkaz cyklu for umožňuje opakovat jeden, nebo více příkazů.
Konstrukce cyklu for:
```
[
Atribut
]
 
for
 
(
 
inicializace
;
 
test
 
podmínky
;
 
inkrementace
 
)

{

    
blok
 
příkazů
;

}

```

Zadání položky Atribut je volitelné a určuje způsob kompilace příkazu for. Může nabývat těchto hodnot (unroll, loop, fastopt, allow_uav_condition).
Příklad
```
float
 
value
 
=
 
0
;

[
loop
]

for
 
(
uint
 
i
 
=
 
0
;
 
i
 
<
 
4
;
 
i
++
)

{

    
value
++
;

}

```

#### while
Cyklus while je cyklus s podmínkou na začátku. Napřed se testuje podmínka, je-li platná, pak se provede tělo cyklu a znovu se testuje podmínka. Není-li platná, program pokračuje za cyklem. Není-li tedy podmínka platná při prvním příchodu na cyklus, neprovede se cyklus ani jednou. Jeho formát vypadá takto:
```
[
Atribut
]
 
while
 
(
 
test
 
podmínky
 
)

{

    
blok
 
příkazů
;

}

```

Zadání položky Atribut je volitelné a určuje způsob kompilace příkazu for. Může nabývat těchto hodnot (unroll, loop, fastopt).
Jazyk HLSL umožňuje použít i do while variantu cyklu.

#### break, continue
Příkazy pro řízení cyklu.

#### Příkaz discard
Příkaz discard ruší zpracování fragmentu nebo vrcholu. Alternativou k tomuto příkazu je funkce clip().

#### Seznam aritmetických funkcí
acos, asin, atan, ceil, cos, cosh, degrees, dot, lerp, log, log10, mul, pow, radians, rsqrt, sin, sincos, sinh, step, sqrt, tan, tanh.

#### Seznam geometrických funkcí
distance, length, normalize, reflect, refract

#### Seznam funkcí pro diferenciální výpočty
ddx, ddy

#### Funkce pro práci s texturami
Prvním argumentem při zavolání texturovací funkce je vždy objekt typu sampler. Použitá funkce musí vždy souhlasit s dimenzí textury.
Seznam funkcí pro práci s texturami:
| Funkce                                       | Popis |
| -------------------------------------------- | --- |
| tex1D, tex2D, tex3D, texCUBE                 | Vzorkuje texturu. |
| tex1Dbias, tex2Dbias, tex3Dbias, texCUBEbias | Vzorkuje texturu s mipmap biasem. Můžeme tak ovlivnit, které úrovně mipmapy se budou vzorkovat. Jako bias se použije 4. souřadnice (a nebo w). |
| tex1Dproj, tex2Dproj, tex3Dproj, texCUBEproj | Texturové souřadnice se před vzorkováním vydělí 4. složkou (a nebo w) tj. provede se projekce souřadnic.                                       |

Jednotlivé texturovací funkce mohou mít více přetížených alternativ.

### Direktivy preprocesoru
Pro řízení předzpracování zdrojového kódu, je k dispozici sada preprocesorových direktiv známých z jazyka C.

### Komentáře
Stejné jako v jazycích C, C++
```
/* krátká verze */

// celořádková verze

```

### Proces překladu
Programy napsané v HLSL musejí být nejprve přeloženy do byte kódu překladačem, který je součástí knihovny D3DX (součást DirectX Graphics). Výsledný byte kód je binární reprezentací jazyka podobného jazyku symbolických instrukcí. Takto přeložený program už může být použit jako vstup pro metodu rozhraní Direct3D, která se postará o vytvoření strojové verze shaderu.
HLSL kód:
```
float4
 
main
(
float4
 
t
:
 
TEXCOORD0
)
 
:
 
SV_Target

{

    
if
 
(
t
.
x
 
>
 
t
.
y
)

        
return
 
t
.
xyzw
;

    
else

        
return
 
t
.
wzyx
;

}

```

Odpovídající DX9 kód:
```
add
 
r0
.
x
,
 
-
v0
.
x
,
 
v0
.
y

cmp
 
oC0
,
 
r0
.
x
,
 
v0
.
wzyx
,
 
v0

```

Odpovídající DX10 kód (sémantika původního kódu zůstává více zachována):
```
float4
 
main
(
float4
 
t
:
 
TEXCOORD0
)
 
:
 
SV_Target

{

    
lt
 
r0
.
x
,
 
v0
.
y
,
 
v0
.
x

    
if_nz
 
r0
.
x
  
// <--- POZOR! Opravdu bylo záměrem vytvořit větvení?

        
mov
 
o0
.
xyzw
,
 
v0
.
xyzw

        
ret
 

    
else
 

        
mov
 
o0
.
xyzw
,
 
v0
.
wzyx

        
ret
 

    
endif
 

}

```

Pro ukládání shaderovacích programů do souboru byl zaveden nový formát s příponou FX.

### Ukázka vertex shaderu
Ukázka vertex shaderu pro Direct3D 9.
```
vector
 
vClr
;

struct
 
VS_INPUT

{

    
float4
 
vPosition
 
:
 
POSITION
;

    
float3
 
vNormal
 
:
 
NORMAL
;

    
float4
 
vBlendWeights
 
:
 
BLENDWEIGHT
;

};

struct
 
VS_OUTPUT

{

    
float4
 
vPosition
 
:
 
POSITION
;

    
float4
 
vDiffuse
 
:
 
COLOR
;

};

float4x4
 
mWld1
;

float4x4
 
mWld2
;

float4x4
 
mWld3
;

float4x4
 
mWld4
;

float
 
Len
;

float4
 
vLight
;

float4x4
 
mTot
;

VS_OUTPUT
 
VS_Skinning_Example
(
const
 
VS_INPUT
 
v
,
 
uniform
 
float
 
len
=
100
)

{

    
VS_OUTPUT
 
out
;

    
// Pozice

    
float3
 
vPosition
 
=
 

        
mul
(
v
.
vPosition
,
 
(
float4x3
)
 
mWld1
)
 
*
 
v
.
vBlendWeights
.
x
 
+

        
mul
(
v
.
vPosition
,
 
(
float4x3
)
 
mWld2
)
 
*
 
v
.
vBlendWeights
.
y
 
+

        
mul
(
v
.
vPosition
,
 
(
float4x3
)
 
mWld3
)
 
*
 
v
.
vBlendWeights
.
z
 
+

        
mul
(
v
.
vPosition
,
 
(
float4x3
)
 
mWld4
)
 
*
 
v
.
vBlendWeights
.
w
;

    
// Normála

    
float3
 
vNormal
 
=

        
mul
(
v
.
vNormal
,
 
(
float3x3
)
 
mWld1
)
 
*
 
v
.
vBlendWeights
.
x
 
+
 

        
mul
(
v
.
vNormal
,
 
(
float3x3
)
 
mWld2
)
 
*
 
v
.
vBlendWeights
.
y
 
+
 

        
mul
(
v
.
vNormal
,
 
(
float3x3
)
 
mWld3
)
 
*
 
v
.
vBlendWeights
.
z
 
+
 

        
mul
(
v
.
vNormal
,
 
(
float3x3
)
 
mWld4
)
 
*
 
v
.
vBlendWeights
.
w
;

    

    
// Výstup

    
out
.
vPosition
    
=
 
mul
(
float4
(
vPosition
 
+
 
vNormal
 
*
 
Len
,
 
1
),
 
mTot
);

    
out
.
vDiffuse
  
=
 
dot
(
vLight
,
vNormal
);

    
return
 
out
;

}

```

### Ukázka geometry shaderu
Ukázka vertex shaderu pro Direct3D 10.
```
void
 
GSScene
(
triangleadj
 
GSSceneIn
 
input
[
6
],
 
inout
 
TriangleStream
<
PSSceneIn
>
 
OutputStream
)

{

    
PSSceneIn
 
output
 
=
 
(
PSSceneIn
)
0
;

    
for
 
(
uint
 
i
=
0
;
 
i
<
6
;
 
i
+=
2
)

    
{

        
output
.
Pos
 
=
 
input
[
i
].
Pos
;

        
output
.
Norm
 
=
 
input
[
i
].
Norm
;

        
output
.
Tex
 
=
 
input
[
i
].
Tex
;

        
OutputStream
.
Append
(
output
);

    
}

    
OutputStream
.
RestartStrip
();

}

```

### Ukázka pixel shaderu
Ukázka jednoduchého pixel shaderu.
```
float4
 
PS
(
float
 
vPos
 
:
 
VPOS
,
 
float2
 
tex
 
:
 
TEXCOORD0
)
 
:
 
COLOR

{

    
...

    
return
 
float4
(
1.0f
,
 
0.3f
,
 
0.7f
,
 
1.0f
);

}

```